# Epidanthus
Epidanthus é um género botânico pertencente à família das orquídeas (Orchidaceae).